# Алтайлы, Фатих
Фатих Алтайлы (род. 1 января 1963 года, Ван) — турецкий журналист, колумнист и телеведущий.

## Биография
Родился 1 января 1963 года в Ване. Окончил галатасарайский лицей. Работал журналистом в «Cumhuriyet». В 1993 году принимал участие в создании радиостанции «Best FM». В 1995—1996 годах работал на «Show Radio». В 1995 году был назначен ведущим новостей на канале «Show TV». Также вёл свою программу «Teke Tek».
С 1996 года работал на «Doğan Media Group». Вёл колонку в «Hürriyet». В 2002 году был занял пост в руководстве «Kanal D».
Работал в «Sabah». Уволился оттуда после того, как в 2008 году «Sabah» была продана «Turkuaz Media», которое входит в «Çalık Holding».
Какое-то время работал фрилансером. Вёл собственный новостной сайт. В январе 2009 года получил должность в «Habertürk». Также вёл программу «Teke Tek» на канале «Habertürk TV». Также занимал должность вице-президента спортивного клуба «Галатасарай».
Во время коррупционного скандала в 2013 году Алтайлы обвиняли в том, что он сфальсифицировал результаты соцопроса в пользу правящей партии Справедливости и развития по просьбе правительственного чиновника, после этого из «Habertürk» были уволены главный редактор и два журналиста.

### Личная жизнь
Женат на Ханде Алтайлы. Есть дочь.